# Einar Huss
Anders Einar Huss, född 25 mars 1887 i Sollefteå, död 7 juni 1970 i Stockholm, var en svensk statistiker.
Einar Huss var son till kronofogden och riksdagsmannen Anders Huss. Efter mogenhetsexamen i Stockholm 1905 studerade han vid Stockholms högskola och blev 1910 filosofie kandidat, 1912 filosofie licentiat och filosofie doktor samt var docent i matematik där 1912–1922. Huss, som från 1912 var verksam som försäkringsmatematiker, var aktuarie i Återförsäkrings AB Sverige från bolagets start 1914 till 1923. Han inträdde 1913 i Kommerskollegium, var redaktör för kollegiets tidskrift Kommersiella meddelanden från dess tillkomst 1913 till 1919 samt var till följd av kommittéuppdrag 1921 förste utgivare av kollegiets då nya publikation Ekonomisk översikt. 1917–1919 var han avdelningschef i Statens industrikommission, där han tog initiativ till den första statsreglering, som grundats på fortlöpande beslag och statlig auktorisation av köpare, samt organiserade för första råvaru- och importföreningarna. Huss var från 1919 chef för den statistiska avdelningen i Skandinaviska Banken och från 1920 utgivare av bankens då startade kvartalsskrift. Tillsammans med Karl-Gustaf Hagstroem utgav han tabeller för beräkning av ränteavkastning å obligationer. Han medverkade 1935 vid bildandet av Bankanställdas pensionskassa, vars VD han vari från kassans tillkomst. Huss var medlem av statliga och andra kommittéer och förestod kortare tid Bankernas statistiska byrå innan denna 1944 uppgick i Svenska Bankföreningen.